# This Is the Last Time
This Is the Last Time è un singolo del gruppo musicale britannico Keane, pubblicato il 13 ottobre 2003 dalla Fierce Panda Records.

## Descrizione
Il brano (al pari delle b-side Can't Stop Now e Allemande) è stato registrato nel giugno del 2003 presso i Westside Studios sotto la supervisione di Andy Green. L'intenzione del trio era di registrare qualcosa che avesse sonorità più dal vivo piuttosto che programmate, dal momento che una prima versione da loro scritta insieme a James Sanger risulta più elettronica e con abbondante uso di programmazione.

## Promozione
This Is the Last Time è stato distribuito nell'ottobre 2003, ottenendo un buon successo in madrepatria e venendo scelto come singolo della settimana dal programma Jo Whiley Show di BBC Radio 1. Grazie a ciò il singolo ha catturato l'interesse della Island Records, che ha messo il trio sotto contratto.
Una nuova versione del brano è stata incisa dal gruppo per il loro album di debutto Hopes and Fears, venendo in seguito estratto come quarto singolo complessivo il 22 novembre 2004.

## Video musicale
Un primo video è stato pubblicato nel 2003 e mostra una serie di alberi sotto un cielo rosa e una pioggia cadente. Questa idea fu utilizzata anche dalla Island Records per filmare un secondo video che mostra una scena simile ma questa volta i Keane appaiono in esso.
Anche per la versione pubblicata in Hopes and Fears è stato realizzato un video, diretto da Howard Greenhaigh e girato tra il 4 e il 5 ottobre 2004. In esso vengono mostrati i Keane eseguire il brano in mezzo a una strada, dopodiché il cantante Tom Chaplin inizia a camminare in mezzo alla strada portando con sé il microfono. Quando il cavo del microfono diventa troppo corto per proseguire oltre, Chaplin prende una radiolina da un taxi e continua a proseguire e a cantare. Quando anche il cavo della radiolina diventa troppo corto, sale su un autobus e canta all'interno di esso, insieme a Tim Rice-Oxley e Richard Hughes che eseguono anch'essi il brano; quando anche in quel caso il cavo del microfono (rimasto alla fermata dell'autobus) diventa troppo corto, Chaplin lo lascia cadere fuori dalla strada ed entra in un negozio di musica dove esegue insieme agli altri membri dei Keane il finale in mezzo al pubblico.

## Tracce
Testi e musiche di Tim Rice-Oxley, Tom Chaplin, Richard Hughes e James Sanger, eccetto dove indicato.
CD (edizione del 2003)
1. This Is the Last Time – 3:32
2. Can't Stop Now – 3:40 (Tim Rice-Oxley, Tom Chaplin, Richard Hughes)
3. Allemande – 4:22 (Tim Rice-Oxley, Tom Chaplin, Richard Hughes)

CD promozionale (Regno Unito)
1. This Is the Last Time – 3:27

CD (Regno Unito), download digitale – parte 2
1. This Is the Last Time – 3:27
2. She Opens Her Eyes – 4:28 (Tim Rice-Oxley, Tom Chaplin, Richard Hughes)
3. This Is the Last Time (Demo) – 4:05
4. This Is the Last Time (Video) – 3:27 – assente nella versione digitale

CD (Europa – parte 1), 7" (Regno Unito), download digitale – parte 1
1. This Is the Last Time – 3:28
2. She Opens Her Eyes – 4:25 (Tim Rice-Oxley, Tom Chaplin, Richard Hughes)

CD (Europa – parte 2)
1. This Is The Last Time – 3:32
2. Everybody's Changing (Live) – 3:47 (Tim Rice-Oxley, Tom Chaplin, Richard Hughes)

DVD (Regno Unito)
1. Somewhere Only You Know Secret Gig (5th February 2004) – 2:00 (Tim Rice-Oxley, Tom Chaplin, Richard Hughes)
2. We Might as Well Be Strangers - Live at Villiers Theatre, London (5th February 2004) – 3:13 (Tim Rice-Oxley, Tom Chaplin, Richard Hughes)
3. This Is the Last Time - Live at Irving Plaza, New York (29th September 2004) – 3:53
4. Photo Gallery - This Is the Last Time Video Shoot, London (4th & 5th October 2004)

## Formazione
Hanno partecipato alle registrazioni, secondo le note di copertina di Hopes and Fears:
Gruppo
- Tom Chaplin – voce, programmazione
- Tim Rice-Oxley – pianoforte, tastiera, basso, programmazione
- Richard Hughes – batteria, programmazione

Altri musicisti
- James Sanger – programmazione

Produzione
- Andy Green – produzione, ingegneria del suono, programmazione Pro Tools
- Keane – produzione
- James Sanger – produzione
- Mark "Spike" Stent – missaggio
- David Treahern – assistenza al missaggio
- Rob Haggett – assistenza secondaria al missaggio
- Ted Jensen – mastering

## Classifiche
| Classifica (2004-05) | Posizione massima |
| -------------------- | ----------------- |
| Belgio (Fiandre)     | 56                |
| Belgio (Vallonia)    | 52                |
| Francia              | 56                |
| Germania             | 84                |
| Irlanda              | 43                |
| Italia               | 37                |
| Paesi Bassi          | 43                |
| Regno Unito          | 18                |

## Date di pubblicazione
| Paese       | Data di pubblicazione | Etichetta    | Formato     | Note  |
| ----------- | --------------------- | ------------ | ----------- | ----- |
| Regno Unito | 13 ottobre 2003       | Fierce Panda | CD          | [ 3 ] |
| Europa      | 22 novembre 2004      | Island       | CD, DVD, 7" | [ 5 ] |